# Fotothek
Eine Fotothek ist eine Bildstelle für fotografische Bilder, die – ähnlich einer Bibliothek, wo es in Analogie hierzu um Bücher geht – katalogisiert ist. Dadurch wird ein Zugriff über Suchkriterien wie Autor, Schlagwort, Jahrgang etc. ermöglicht.
Meist behandelt eine Fotothek einen bestimmten Themenbereich oder ein abgegrenztes Gebiet (fachlich, zeitlich, geographisch), dieses aber möglichst umfangreich.  

## Bekannte Fototheken
- Photothek (Kunsthistorisches Institut in Florenz) gegründet 1893 mit 600.000 Fotografien zur Kunstgeschichte Italiens
- Fotothek (Bibliotheca Hertziana in Rom) mit über 870.000 Fotografien zur Kunstgeschichte Italiens
- Deutsche Fotothek (mehr als drei Millionen Bilddokumente)
- Historisches Farbdiaarchiv zur Wand- und Deckenmalerei
- Bildarchiv Foto Marburg (≈1,5 Millionen Aufnahmen)
- Museum für Abgüsse Klassischer Bildwerke (100.000 Bilder)
- Photothek der Klassik Stiftung Weimar
- Photothek im Zentralinstitut für Kunstgeschichte München
- Photothek im Musée d’Art Moderne et Contemporain de Strasbourg